# Arnulf Rating

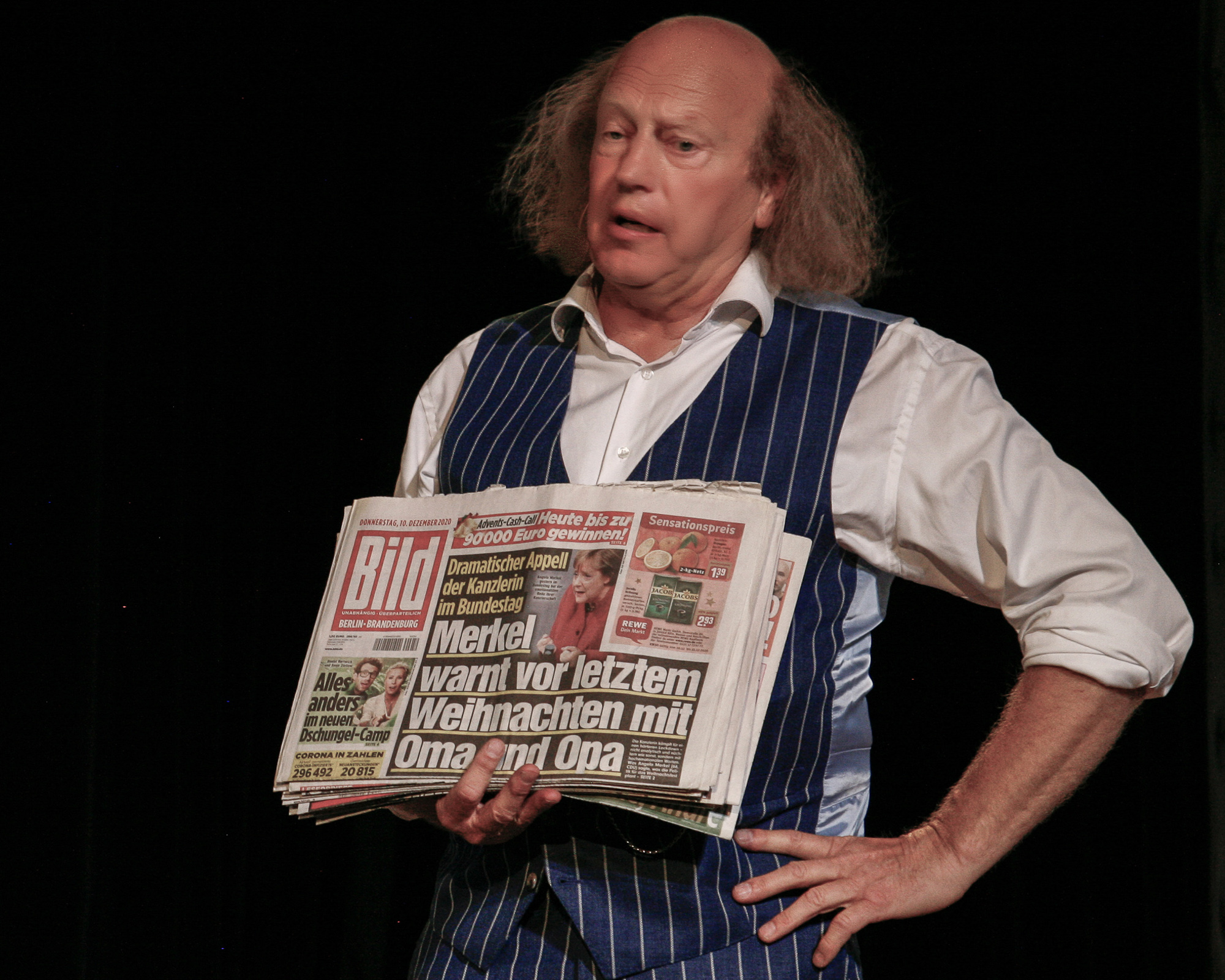
Arnulf Rating, 2022

Arnulf Rating (* 10. Oktober 1951 in Mülheim an der Ruhr) ist ein deutscher Kabarettist. Er lebt und arbeitet in Berlin.

## Leben und Werk
Arnulf Rating wuchs in Wuppertal auf und studierte in Münster und Berlin Mathematik und Physik. In Berlin gründete er 1977 zusammen mit Günter Thews Die 3 Tornados, denen er bis zur Auflösung 1990 angehörte.
1990 trat Rating zusammen mit Matthias Beltz, Achim Konejung, Heinrich Pachl und Horst Schroth im Reichspolterabend auf. 1992 folgte in gleicher Besetzung der Reichspolterabend II und 1994 der Reichspolterabend III (Radio- und TV-Aufzeichnungen). Zusammen mit Pachl brachte er 1992 das Programm Wo andere beten heraus.
Seit 1993 ist Arnulf Rating mit Soloprogrammen auf Tournee.
Auch wenn er sich gelegentlich für einzelne Nummern verkleidet, ist seine Bühnenpräsenz normalerweise geprägt durch den Auftritt im Anzug mit Aktenkoffer. Dem Koffer entnimmt er während des Programms einen Stapel Zeitungen, meistens die Bild-Zeitung, und kommentiert anhand von besonders markanten Schlagzeilen das aktuelle Zeitgeschehen.
Neben seiner Tätigkeit als Kabarettist ist Arnulf Rating als Organisator zahlreicher Veranstaltungen aktiv.
1980 wirkte er bei der Gründung des Veranstaltungszeltes Tempodrom in Berlin mit, dem er den Namen gab. Das Tempodrom war als Gastspiel- und Versammlungsstätte und als Ort für Revuen einer neuen Crossover-Kultur geplant, einer Verbindung von E- und U-Kultur. Seit 1995 setzte er sich in der „Stiftung Neues Tempodrom“ für ein festes Haus in der Stadtmitte anstelle des vom Regierungsumzug bedrohten Zeltbaus ein. Nach Fertigstellung und Eröffnung des Tempodrom-Festbaus am Anhalter Bahnhof veranstaltete er das Maulhelden Festival in den Jahren 2002, 2003 und 2004 als internationale Festivals der Wortkunst.
Seit dieser Zeit werden alle Veranstaltungsaktivitäten vom Arnulf Ratings Maulhelden Büro betreut.
1990 eröffnete im ehemaligen „Quartier Latin Berlin“ an der Potsdamer Straße das erste Großvarieté nach dem Zweiten Weltkrieg in Berlin.
1990 startete Rating dort die Reihe „Der Blaue Montag“ als „lebende Stadtrevue“. Ab 2003 fortgeführt im Tempodrom, ab 2005 im Tipi am Kanzleramt und seit 2014 im hierfür speziell umgebauten Kabarett-Theater Die Wühlmäuse. Am 17. Juni 2019 fand dort der 200. Blaue Montag statt. Gäste des Blauen Montag waren u. a. Wiglaf Droste, Georg Schramm, Kay Ray, Cindy aus Marzahn, Dieter Nuhr, Funny van Dannen, Philip Tägert, genannt Fil, Horst Evers, Pigor & Eichhorn, Irmgard Knef, Rebecca Carrington, Hans Werner Olm und das GlasBlasSingQuintett.
2004 exportierte er das Prinzip nach Frankfurt/Oder. Hart an der Grenze gibt "Der Blaue Mittwoch" seitdem mehrfach im Jahr im KleistForum mit wachsendem Erfolg einen Einblick in das, was auf Berlin-Brandenburger Bühnen tobt oder im Verborgenen blüht. Die wechselnden Künstler und Musiker lässt Moderator Arnulf Rating für die Show per Bus von Berlin an die Oder fahren.
Seit 2006 organisiert und seit 2009 moderiert Arnulf Rating den Aschermittwoch der Kabarettisten in Berlin, zu dem er Kabarettkollegen einlädt. Stets hochkarätig besetzt, wirkten in den vergangenen Jahren u. a. Dieter Hildebrandt, Simone Solga, Rainald Grebe, Lisa Fitz, Marc-Uwe Kling, Alfons, Max Uthoff, Urban Priol, Florian Schröder, Anny Hartmann, Serdar Somuncu, Wilfried Schmickler und Georg Schramm mit. 2007 trat er mit Volker Pispers, Matthias Deutschmann, Hagen Rether und Martina Schwarzmann in der Arena Berlin auf, die CD erschien als Kabarett Sampler: 3. Politischer Aschermittwoch Live im selben Jahr. Es folgten sieben weitere Doppel-CDs bis 2015. Der Politische Aschermittwoch wird von mehreren ARD-Radiostationen ausgestrahlt, u. a. wird eine kommentierte, fast einstündige Zusammenfassung alljährlich in der Deutschlandfunk-Sendung Querköpfe gesendet.
Arnulf Rating erhielt die wichtigsten deutschen Kabarettpreise und ist regelmäßig in vielen Kabarettsendungen im Deutschen Fernsehen zu sehen.
Er war seit 2017, der Gründung des Autorenblogs Rubikon, im Beirat (Freundeskreis) des Mediums, ab 2023 wird er als Autor gelistet.

## Soloprogramme
- Perlen der Heimat (1993)
- Sprechstunde (1995)
- Out of Bonn (1997)
- BerlinExpress (1999)

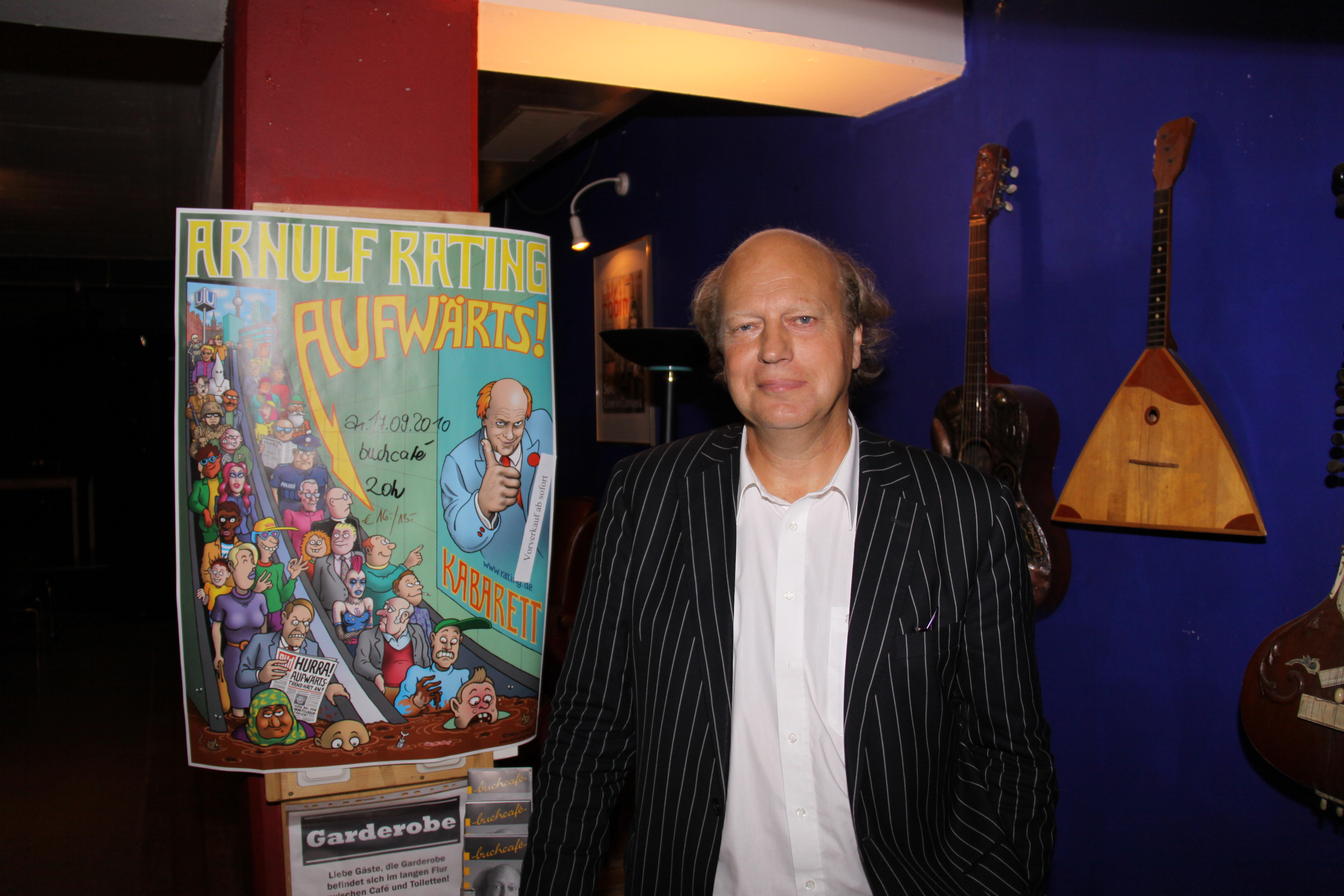
Arnulf Rating, 2010

- Schwester Hedwigs Schwerste Fälle (2000)
- Knapp daneben (2001)
- Alles Prima (2003)
- Reich ins Heim (2005)
- Schwester Hedwigs allerschwerste Fälle (2007)
- Aufwärts! (2009)
- Stresstest Deutschland (2011)
- Ganz im Glück (2013)
- Rating akut (2015)
- Tornado (2017)
- Jahrespresseschau (2019)
- Zirkus Berlin (2020)

## Auszeichnungen
- 1979: Deutscher Kleinkunstpreis, Förderpreis der Stadt Mainz mit Die 3 Tornados
- 1995: Deutscher Kabarettpreis, Hauptpreis
- 2003: Deutscher Kleinkunstpreis
- 2017: Hessischer Kabarettpreis, Ehrenpreis 'Ahle Worscht'
- 2019: Bayerischer Kabarettpreis (Ehrenpreis)